# Hochschule Fulda
Wyższa Szkoła w Fuldzie (niem. Hochschule Fulda) jest szkołą wyższą z siedzibą w Fuldzie. 
Założona została w 1974 roku jako wyższa szkoła zawodowa (Fachhochschule Fulda). 
Jej międzynarodowa nazwa to Hochschule Fulda – University of Applied Sciences.